# Pharomachrus mocinno mocinno
El quetzal centroamericano (Pharomachrus mocinno) es el Ave Nacional de Guatemala por decreto en 1871. es una subespecie de ave perteneciente a la familia pantropical Trogonidae. Esta subespecie es propia del sur de México y el norte de Centroamérica.

## Descripción
Su cabeza es tenuemente crestada, el macho posee las plumas cobertoras de la cola muy elongadas (largas), las cuales pueden llegar a extenderse hasta 61 centímetros. Su cuerpo mide de 38 a 40.5 centímetros, sin incluir las plumas cobertoras de la cola.
El plumaje se caracteriza por ser iridiscente, lo cual genera diversas tonalidades de colores según el ángulo de iluminación donde se encuentre el ave, en un rango que incluye el verde y el azul predominantemente, incluyendo tonos de amarillo y negro. En el macho, el pecho y abdomen son de color rojo escarlata, y las plumas por debajo de la cola son blancas. El pico posee color amarillo naranja y café oscuro. Las patas son color verde olivo, con dedos color naranja. En el caso de las hembras, el pico es negruzco, cabeza gris, el pecho verde y la parte baja del abdomen rojo. Las plumas debajo de la cola posee un patrón de líneas blanco con negro.
Esta ave hermosa es original de GUATEMALA y ave nacional.

## Hábitat y distribución
Habita en bosques nublados húmedos principalmente. Usualmente es observado en árboles altos.  Anida en árboles muertos y podridos.
Las poblaciones son residentes, en rangos de 1.400 a 3.000 metros sobre el nivel del mar en bosques nublados sin perturbación, desde los estados de Oaxaca y Chiapas en México, hacia Guatemala, Honduras y el norte de Nicaragua.